# 素敵な夢みようね
「素敵な夢みようね」（すてきなゆめみようね）は、岸本早未の5枚目のシングル。

## 解説
- 前作から4ヶ月ぶりにリリースされたシングル。
- 表題曲は5作連続となるGARNET CROWのAZUKI七作詞、大野愛果作曲作品。大野提供作品は現在のところ最後である。

## 収録曲
1. 素敵な夢みようね
作詞:AZUKI七　作曲:大野愛果　編曲:豆田将
2. 君だけのLove Song
作詞:岸本早未　作曲・編曲:小澤正澄
3. Feint
作詞:岸本早未　作曲:村田浩一・加藤功美　編曲:小林哲
4. 素敵な夢みようね (Instrumental)